# John Mills (nuotatore)
John Maurice Mills (28 marzo 1953) è un ex nuotatore britannico.

## Carriera
Specializzato nelle staffette, ha vinto una medaglia di bronzo nella 4x100m misti ai campionati mondiali di Berlino, nel 1978.

## Palmarès
- Mondiali
  - 1978 - Berlino: bronzo nella 4x100m misti.